# Koleadîneț, Lîpova Dolîna
Koleadîneț (în ucraineană Колядинець) este localitatea de reședință a comunei Koleadîneț din raionul Lîpova Dolîna, regiunea Sumî, Ucraina.

## Demografie
Componența lingvistică a localității Koleadîneț
     Ucraineană (98,44%)
     Alte limbi (0,71%)
Conform recensământului din 2001, majoritatea populației localității Koleadîneț era vorbitoare de ucraineană (98,44%), existând în minoritate și vorbitori de alte limbi.